# Jerry Wiltshire
Jerry Wiltshire, né le 4 février 1996 à Londres, est un footballeur international insulaire des Îles Vierges britanniques évoluant au poste d'arrière droit.

## Biographie

### En sélection
Il reçoit sa première sélection avec l'équipe des îles Vierges britanniques le 21 mars 2019, contre les Îles Turques-et-Caïques, lors des éliminatoires de la Gold Cup 2019. A cette occasion, il se met en évidence en inscrivant un but, son équipe concède toutefois le match nul (2-2).